# Erich von Stroheim
Erich von Stroheim, de nombre real Erich Oswald (Viena, Imperio austrohúngaro, actual Austria, 22 de septiembre de 1885 - Maurepas, Seine-et-Oise, Francia, 12 de mayo de 1957) fue un actor y cineasta austríaco nacionalizado estadounidense.

## Biografía
Erich Oswald nació en Viena el 22 de septiembre de 1885, en una acomodada familia de comerciantes judíos, aunque se divulgó durante años que era hijo de aristócratas austriacos. Estudió en la Academia Militar de Viena, pero su carrera militar terminó en 1909 cuando desertó y emigró a los Estados Unidos debido a unas deudas. 
Durante cinco años trabajó en los más variados empleos hasta que en 1914 llegó a Hollywood para trabajar de figurante, especialista y actor. Sus conocimientos militares lo convirtieron en asesor y ayudante de dirección. Durante la I Guerra Mundial encarnó a malvados oficiales prusianos, lo que lo convirtió en un renombrado actor. Fue el protagonista de una campaña publicitaria con su imagen y con la frase "éste es el hombre al que le gustaría odiar". 
Decidió ser director de cine después de trabajar como actor y ayudante con David W. Griffith en El nacimiento de una nación e Intolerancia en 1916. También conoció a Chaplin, como se comprueba en fotografía con él. Convenció al productor Carl Laemmle, creador de los estudios Universal, para que le dejara escribir, producir y protagonizar Corazón olvidado, donde aparece su interés por el naturalismo y los personajes problemáticos. En 1920, dirigió La ganzúa del diablo, su primera película, que no protagonizaba él mismo. 
En 1922, comenzaron sus problemas. Finalizó Esposas frívolas, una historia de seducción y chantaje ambientada en Montecarlo, y que dura cuatro horas, pensada para ser exhibida en dos partes. El director de producción Irving Thalberg lo obligó a cortarla por la mitad y durante el rodaje de Los amores de un príncipe fue despedido. Así, von Stroheim se convirtió en el primer director despedido de la historia.
A pesar del despido, trabajó para la Goldwyn, lo que lo condujo a hacer Avaricia en 1923. Durante el largo rodaje del film, que duró más de nueve meses, a los que siguieron seis de montaje, la Goldwyn se unió con la Metro Corporation. El jefe que lo había amargado la vida en la Metro, Irving Thalberg, regresó y se produjo otro enfrentamiento entre director y productor, quien redujo el metraje de la película de las nueve horas originales montadas por el director (a partir de las 96 horas de material filmado) a sólo dos horas y la saboteó. Erich von Stroheim nunca quiso ver el resultado de esa mutilación de su obra.
En compensación por esto, Thalberg le dio amplio presupuesto para rodar La viuda alegre en 1925, versión muda de la famosa opereta de Franz Lehár, cuyo guion fue de Victor Leon y Leon Stein. Se convirtió en un gran éxito; fue además uno de sus pocos trabajos que no fue manipulado por productores. Es considerado un film mudo sobresaliente, entre otras cosas porque logra ser más musical que la mayoría de las películas de un género que luego sería de gran éxito con la aparición del sonoro.
Fue contratado por la Paramount y realizó La marcha nupcial, 1926-1928, pero su larga duración hizo que los problemas se repitieran. El estudio la dividió en dos partes para su exhibición, Stroheim no lo aceptó porque se daba a la segunda parte el nombre de Luna de miel. 
A continuación, la actriz Gloria Swanson convenció a su amante, el banquero Joseph P. Kennedy, para que financiara La reina Kelly (1928), un proyecto del controvertido director con ella de protagonista, donde una vez más la acción transcurre en un inventado país centroeuropeo en medio de una decadente aristocracia. Durante el rodaje de Queen Kelly se deterioraron las relaciones entre director y estrella, la censura presionó para que se cambiara el final, situado en un prostíbulo africano, y la llegada del sonido cambió muchas cosas: Joseph P. Kennedy se dedicó a la política y la película quedó inacabada. En 1931, Gloria Swanson estrenó una versión sonorizada de la parte grabada; pero en 1985 se distribuyó una versión en la que aparecían algunas fotografías y nuevos rótulos: era la edición más cercana a sus intenciones. Fue una gloriosa catástrofe, pero con escenas extraordinarias.
La actividad de Von Stroheim como director concluyó a los 48 años con ¡Hola, hermanita!, su única producción sonora, con la que volvió a tener problemas con las productoras, y que acabó en el olvido.
Durante la primera mitad de los años treinta volvió a trabajar como actor, guionista y asesor en irregulares filmes. En 1937, Jean Renoir le ofreció encarnar al comandante Rauffenstein en La gran ilusión, que fue uno de sus papeles más reconocidos. Esto lo condujo a Francia, donde intervino en dieciséis películas. La Segunda Guerra Mundial lo llevó de vuelta a los Estados Unidos y rodó allí nuevas películas, entre las que destacan Cinco tumbas al Cairo de Billy Wilder, donde interpreta al mariscal Rommel y el policiaco de Anthony Mann El Gran Flamarion. 
Volvió a Francia, donde le ofrecieron peores papeles, pero lo trataron mejor. En 1950, Wilder le llamó para que coprotagonizara Sunset Boulevard (conocida en los países de habla hispana como El ocaso de una vida y El crepúsculo de los dioses), donde interpretó a Max von Mayerling, exdirector, chófer y mayordomo de la antigua estrella del cine mudo, Norma Desmond, interpretada por su antigua colaboradora Gloria Swanson. En 1955, actuó en el filme Napoleón.
Murió el 12 de mayo de 1957 en la localidad francesa de Maurepas.

## Filmografía como director
- 1919: Corazón olvidado (Blind Husbands)
- 1920: La ganzúa del diablo (The Devil's Passkey, film perdido)
- 1922: Esposas frívolas (Foolish Wives)
- 1923: Los amores de un príncipe / El carrusel de la vida (Merry-Go-Round)
- 1923-25: Avaricia (Greed)
- 1925: La viuda alegre (The Merry Widow)
- 1926-28: La marcha nupcial (The Wedding March)
- 1928: Luna de miel (The Honeymoon)
- 1928: La reina Kelly (Queen Kelly)
- 1929: El gran Gabbo (The Great Gabbo) (no acreditado)
- 1932-33: ¡Hola hermanita! (Walking Down Broadway/Hello Sister)[2]

## Premios y distinciones
Premios Óscar
| Año  | Categoría              | Película                    | Resultado |
| ---- | ---------------------- | --------------------------- | --------- |
| 1951 | Mejor actor de reparto | El crepúsculo de los dioses | Nominado  |